# Пол Кагаме
Пол Кагаме (на френски: Paul Kagame) е политик от Руанда и бивш военен лидер. Той е президент на Руанда, след като пое поста си през 2000 г., когато неговият предшественик Пастьор Бизимунгу подаде оставка. Кагаме преди това командва бунтовническите сили, които слагат край на геноцида в Руанда през 1994 година. Той е считан за фактически лидер на Руанда, когато е бил вицепрезидент и министър на отбраната от 1994 до 2000 г. Той е преизбран през август 2017 г. с официален резултат от почти 99% на изборите, критикувани за множество нередности. Той е описан като „най-впечатляващ“ и „сред най-репресивните“ африкански лидери.

## Биография
Кагаме е роден в семейство тутси в Южна Руанда. Когато е на две години, Руандийската революция завършва вековете на политическо господство на тутси; семейството му бяга в Уганда, където прекара остатъка от детството си. През 80-те години Кагаме се бие в бунтовническата армия на Йовери Мусевени, ставайки старши офицер от армията на Уганда, след като военните победи на Мусевени го довеждат до президентството на Уганда. Кагаме се присъединява към Патриотичния фронт на Руанда (RPF), който нахлува в Руанда през 1990 година. Кагаме е женен и има четири деца.

## Политическа кариера
Бил е министър на отбраната от 1994 до 2000 г. През този период е бил също вицепрезидент на Руанда. От 2018 до началото на 2019 е председател на Африканския съюз. От 2000 до днес е президент на Руанда.

## Награди
- Орден Мухамадия (Мароко, 21.06.2016)[2]